# Crassimarginatella vitrea
Crassimarginatella vitrea är en mossdjursart som först beskrevs av Walter Douglas Hincks 1881.  Crassimarginatella vitrea ingår i släktet Crassimarginatella och familjen Calloporidae. Inga underarter finns listade i Catalogue of Life.